# Klaus Huber (Komponist)

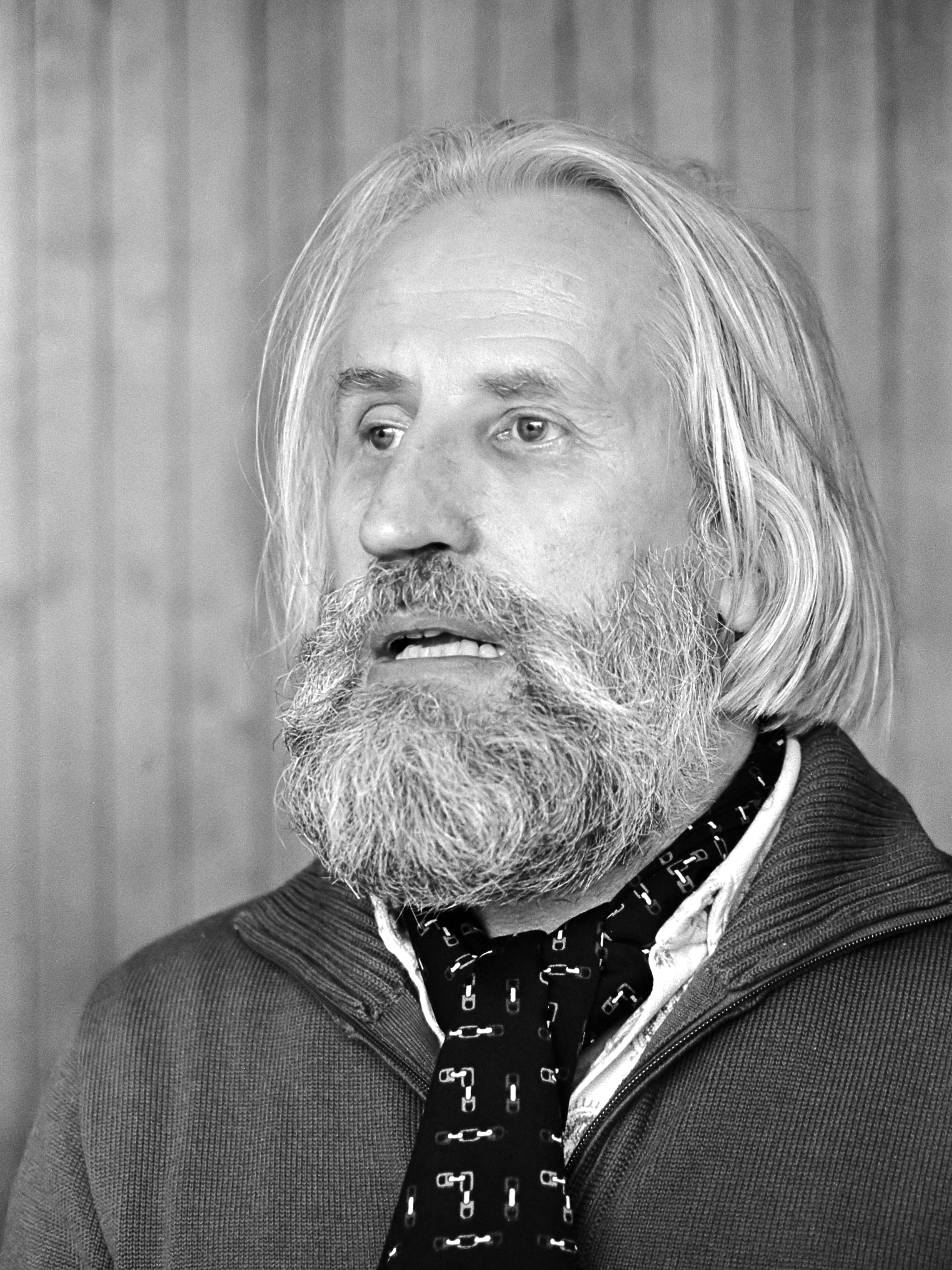
Klaus Huber (1981)

Klaus Huber (* 30. November 1924 in Bern; † 2. Oktober 2017 in Perugia, Italien) war ein Schweizer Komponist, Violinist, Dirigent und Kompositionslehrer.

## Leben
Klaus Huber studierte nach der Ausbildung am Lehrerseminar in Küsnacht und anfänglichem Schuldienst im Berner Oberland von 1947 bis 1955 Musiktheorie und Komposition an der Hochschule für Musik und Theater Zürich bei Willy Burkhard, bis 1949 auch das Fach Violine bei Stefi Geyer. Sein Vater war der Lehrer, Komponist und Dirigent Walter Simon Huber. Von 1949 bis 1955 war Klaus Huber Violinlehrer am Zürcher Konservatorium. 1955/1956 schloss sich ein Studienaufenthalt bei Boris Blacher in Berlin an. Mit seiner Kammerkantate Des Engels Anredung an die Seele erlangte er bei den Weltmusiktagen der Internationalen Gesellschaft für Neue Musik 1959 in Rom erstmals internationale Anerkennung. In der Folge gehörte Huber bis in die 90er-Jahre zu den an meisten aufgeführten Komponisten bei den ISCM World Music Days: 1958 wurde dort Oratio Mechtildis, 1959 Des Engels Anredung an die Seele, 1960 Auf die ruhige Nachtzeit, 1962 Cuius Legibus Rotantur Poli, 1966 Alveare vernat, 1968 Tenebrae für grosses Orchester, 1972 …inwendig voller figur…, 1977 Transpositio ad infinitum, 1980 …ohne grenze und rand und 1991 Erniedrigt – Geknechtet – Verlassen – Verachtet… aufgeführt. Bedeutende Kooperationen folgten, etwa mit dem Flötisten Aurèle Nicolet.
Von 1960 bis 1963 lehrte Huber Musikgeschichte am Konservatorium Luzern, ab 1964 die Fächer Musiktheorie, Komposition und Instrumentierung an der Musik-Akademie der Stadt Basel. Von 1973 bis 1990 hatte er eine Professur für Komposition an der Musikhochschule Freiburg i. Br. inne. Zu Hubers Schülern zählen unter anderem Thüring Bräm, Hans-Ola-Ericsson, Brian Ferneyhough, Wolfgang Rihm, Daniel Glaus, André Richard, Reinhard Febel, Ulrich Gasser, Michael Jarrell, Younghi Pagh-Paan, Toshio Hosokawa, Kaija Saariaho, Alfred Schweizer und Hans Wüthrich.
Klaus Huber lebte mit seiner dritten Frau und ehemaligen Schülerin, der Komponistin Younghi Pagh-Paan in Bremen und Panicale (Italien).

## Musikalisches Schaffen
Hubers Ausgangspunkt war die serielle Musik in der Folge Anton Weberns. Er liess jedoch ausserhalb der Reihentechnik immer Gestaltungsspielräume offen. Seit den 1980er Jahren wandte er sich vermehrt der arabischen Musik zu. Daraus resultierte auch seine Beschäftigung mit arabischen Rhythmusmodellen, Mikrotonalität (vor allem Dritteltönen) und arabischer Dichtung.
Sein Werk orientierte er an geistlichen Fragen. Die Kompositionen zeugen von sozialem und politischem Engagement, sind aber trotz ihrer Verwendung geistlicher Texte wie z. B. der Bibel oder mittelalterlicher Mystiker nicht im eigentlichen Sinne christlich-religiös, sondern eher humanistisch motiviert. Eine zentrale Bedeutung besitzen gross angelegte Oratoriumskompositionen wie …inwendig voller Figur…, sein Beitrag zum Dürer-Jahr 1971. Daneben nahm die Kammermusik eine wichtige Stellung ein. In zunehmendem Masse bezog Huber auch die szenische Gestaltung der Musik ausserhalb von Oratorium und Oper ein.

## Ehrungen, Mitgliedschaften
- 1958: Conrad-Ferdinand-Meyer-Preis[5]
- 1959: 1. Preis für Kammermusik im Kompositionswettbewerb der IGNM Italien
- 1970: Beethovenpreis der Stadt Bonn (für Tenebrae)
- 1975: Komponistenpreis des Schweizerischen Tonkünstlervereins
- 1978: Kunstpreis der Stadt Basel
- 1984: Reinhold-Schneider-Preis der Stadt Freiburg im Breisgau
- 1986: Premio Italia (für Cantiones de Circulo Gyrante)
- 1994: Ehrenmitglied der Internationalen Gesellschaft für Neue Musik[6]
- 2002: Kultur- und Friedenspreis der Villa Ichon (Bremen)
- 2007: Preis der Europäischen Kirchenmusik (Schwäbisch Gmünd)
- 2009: Musikpreis Salzburg
- 2009: Ernst von Siemens Musikpreis
- 2009: Ehrendoktorwürde der Hochschule für Musik und Theater Leipzig
- 2013: Deutscher Musikautorenpreis für sein Lebenswerk

- seit 1986: Mitglied der Akademie der Künste (Berlin)
- Korrespondierendes Mitglied der Bayerischen Akademie der Schönen Künste
- Mitglied der Freien Akademie der Künste Mannheim
- Ehrenmitglied der Internationalen Gesellschaft für Neue Musik
- Ehrendoktorwürde der Universität Strassburg

## Werke (Auswahl)

### Bühnenwerke
- Schwarzerde (1997–2001). Bühnenwerk in neun Sequenzen. Text: Michael Schindhelm in Zusammenarbeit mit Klaus Huber, basierend auf Gedichten und Prosatexten von Ossip Mandelstam
- Im Paradies oder Der Alte vom Berge (1975). Fünf schematische Opernakte über einem grossen Orchester. Texte: Alfred Jarry, dt. Fassung von Eugen Helmlé

### Orchesterwerke
- Quod est pax? – Vers la raison du cœur… (2006/07) für Orchester mit fünf Solostimmen und eine arabische Perkussion. Text: Jacques Derrida, Octavio Paz, Mahmoud Darwisch, Klaus Huber
- Umkehr – im Licht sein… (1997). Diptychon für Chor/Chorstimmen, Mezzosopran und kleines Orchester. Text: Ossip Mandelstam, Max Frisch, Elias Canetti, Martin Buber
- Lamentationes de fine vicesimi saeculi (1992/94) für Orchester in vier Gruppen mit Sufi-Sänger
- Spes contra spem: Ein Contra-Paradigma zur «Götterdämmerung» (1986–1989). Text: Bertolt Brecht, Elias Canetti, Georg Herwegh, Rosa Luxemburg, Friedrich Nietzsche, Reinhold Schneider, Dorothee Sölle, Richard Wagner, Peter Weiss
- Protuberanzen (1985/1986). Drei kleine Stücke für Orchester
- Erniedrigt – Geknechtet – Verlassen – Verachtet… (1975/1978–1983) für Soli, Chor und Orchester. Text: Ernesto Cardenal, Florian Knobloch, George Jackson, Carolina Maria de Jesus, Prophet Jesaja
- …Ausgespannt… (1972). Geistliche Musik für Baritonstimme, fünf Instrumentalgruppen, Lautsprecher, Tonband (2× 2 Spuren) und Orgel
- …Inwendig voller Figur… (1971) für Chorstimmen, Lautsprecher, Tonband (8- oder 4-spurig) und grosses Orchester. Texte: Johannes-Apokalypse (deutsch, englisch, lateinisch, griechisch) und Albrecht Dürer
- Tenebrae (1967) für grosses Orchester
- Soliloquia (1964). Oratorium für Soli, zwei Chöre und grosses Orchester. Texte: Aurelius Augustinus

### Ensemblewerke
- Erinnere dich an Golgatha… (2010) für Kontrabass, 18 Instrumente und Live-Elektronik
- Miserere hominibus… (2005/2006). Kantate für sieben Solostimmen und sieben Instrumentalisten. Text: Altes Testament (51. Psalm), Octavio Páz (Il Cántaro Roto), Mahmoud Darwish (Murale), Carl Améry (Global Exit), Jacques Derrida
- Die Seele muss vom Reittier steigen…  (2002) für Violoncello solo, Baryton solo, Contratenor (oder Alt) und 37 Instrumentalisten. Text: Fragmente eines Gedichtes von Mahmoud Darwish
- L’ombre de notre âge (1998/1999). Kontrafaktur für Kammerensemble
- Lamentationes Sacrae et Profanae ad Responsoria Iesualdi (1993/1996–1997) für sechs Sänger und zwei Instrumentalisten Text: Jeremia, Klaus Huber, Ernesto Cardenal, Mahmud Doulatabadi
- La terre des hommes (1987–1989) für Mezzosopran, Countertenor/Sprecher und achtzehn Instrumente. Text: Simone Weil, Ossip Mandelstam
- Intarsi (1993/1994). Kammerkonzert für Klavier und siebzehn Instrumentalisten
- Die Erde dreht sich auf den Hörnern eines Stieres (1992/1993). Assemblage für vier arabische und zwei europäische Musiker und Tonband. Text: Mahmud Doulatabadi
- Die umgepflügte Zeit (1990). In memoriam Luigi Nono. Raummusik für Viola d’amore, Mezzosopran, hohen Tenor, Sprecherin, 2 gemischte Ensembles, Chorstimmen und Instrumente im Raum verteilt. Text: Ossip Mandelstam
- Erinnere dich an G… (1977) für Kontrabass und 18 Instrumentalisten
- Auf die ruhige Nacht-Zeit (1958) für Sopran, Flöte, Bratsche und Violoncello. Texte: Catharina Regina von Greiffenberg
- Des Engels Anredung an die Seele (1957). Kammerkantate für Tenor, Flöte, Klarinette, Horn und Harfe. Texte: Johann Georg Albini
- Abendkantate (1952) für Bass, 2 Flöten, Viola, Violoncello und Cembalo

### Kammermusik
- A Voice from Guernica (2003/2008) für Bariton und Mandola/Mandoloncello (in Scordatura). Alternative Version für Altstimme, Langhalslaute und arabische Perkussion. Text: Ariel Dorfman
- Ecce homines (1997/98) für Streichquintett
- Agnus Dei cum recordatione (1990/1991) für Singstimmen und Instrumente. Text: Gösta Neuwirth (in altfranzös. Übersetzung), lat. Messe
- Des Dichters Pflug (1989) für Violine, Viola und Violoncello (alle dritteltönig)
- …von Zeit zu Zeit… (1984/1985). Zweites Streichquartett
- Ein Hauch von Unzeit IV (1976) für Sopran mit Akkordeon ad lib.
- Ein Hauch von Unzeit III (1972) für 2–7 Spieler (variable Besetzung)
- Ein Hauch von Unzeit I (1972). Plainte sur la perte de la réflexion musicale – quelques madrigaux pour flûte seule ou flûte avec quelques instruments quelquonques…
- Askese (1966) für Flöte, Sprechstimme und Tonband. Texte: Günter Grass
- Noctes intelligibilis lucis (1961) für Oboe und Cembalo
- Sechs kleine Vokalisen (1961) (1955) für Altstimme, Violine und Violoncello

### Vokalmusik
- Das Te Deum Laudamus Deutsch nach Thomas Müntzer und Michael Weisse (um 1530). Für drei- bis fünfstimmigen gemischten Chor a cappella und Einzelstimmen (Alt, Tenor I, Tenor II) (1955/56). Bärenreiter, Kassel 1958.
- Kleines Requiem für Heinrich Böll (1991) für Chor a cappella und Bassbariton (ad lib.). Text: Hildegard von Bingen (lat.)

### Solowerke
- In memoriam Willy Burkhard. Organo solo (1955). Bärenreiter, Kassel 1965
- Ein Hauch von Unzeit II (1972). Plainte sur la perte de la réflexion musicale pour piano à une main et demie… für Klavier
- Blätterlos (1975) für präpariertes Klavier
- …Plainte… (1990) für Viola d’amore in Dritteltonstimmung
- Winter seeds (1993) für Akkordeon
- Intarsimile (2010) für Violine solo

### Texte
- Umgepflügte Zeit. Gesammelte Schriften. Hrsg. von Max Nyffeler. Edition MusikTexte, Köln 1999, ISBN 3-9803151-5-0.
- Von Zeit zu Zeit. Das Gesamtschaffen. Gespräche mit Claus-Steffen Mahnkopf. Wolke, Hofheim 2009, ISBN 978-3-936000-36-8.

### Sammelbände und Lexika
- Martin Demmler: Komponisten des 20. Jahrhunderts. Reclam, Stuttgart 1999, ISBN 3-15-010447-5, S. 201 ff.
- Hanspeter Renggli: Klaus Huber. In: Andreas Kotte (Hrsg.): Theaterlexikon der Schweiz. Band 2, Chronos, Zürich 2005, ISBN 3-0340-0715-9, S. 880 f.
- Jean-Noel von der Weid: Die Musik des 20. Jahrhunderts. Von Claude Debussy bis Wolfgang Rihm. Insel-Verlag, Frankfurt am Main u. a. 2001, ISBN 3-458-17068-5, S. 432 ff.
- Andrea Weibel: Klaus Huber. In: Historisches Lexikon der Schweiz.

### Weitere Schriften über Klaus Huber
- Corinne Holtz: Welt im Werk. Klaus Huber (1924–2017). Eine Biografie. Schwabe 2024, ISBN 978-3-7965-5148-2.
- Michael Kunkel (Hrsg.): Unterbrochene Zeichen. Klaus Huber an der Hochschule für Musik der Musik-Akademie der Stadt Basel. Saarbrücken 2005, ISBN 3-89727-304-7, 272 S.
- Ulrich Tadday (Hrsg.): Klaus Huber. edition text + kritik, München 2007, ISBN 978-3-88377-888-4 (Musik-Konzepte NF 137/138).
- Jörn-Peter Hiekel, Patrick Müller (Hrsg.): Transformationen – Zum Werk von Klaus Huber. Edition Neue Zeitschrift für Musik, Mainz 2013, ISBN 978-3-7957-0823-8.
- Sibylle Kayser: «Es gibt eine Überlebenskraft innerhalb der Musik» – Klaus Hubers «Miserere hominibus». Dissertation Ludwig-Maximilians-Universität München 2020, Volltext als elektronische Publikation siehe edoc.ub.uni-muenchen.de.
- Ausführliches Porträt. In: Die Zeit. Nr. 21/2009.